# Christian Gerthsen

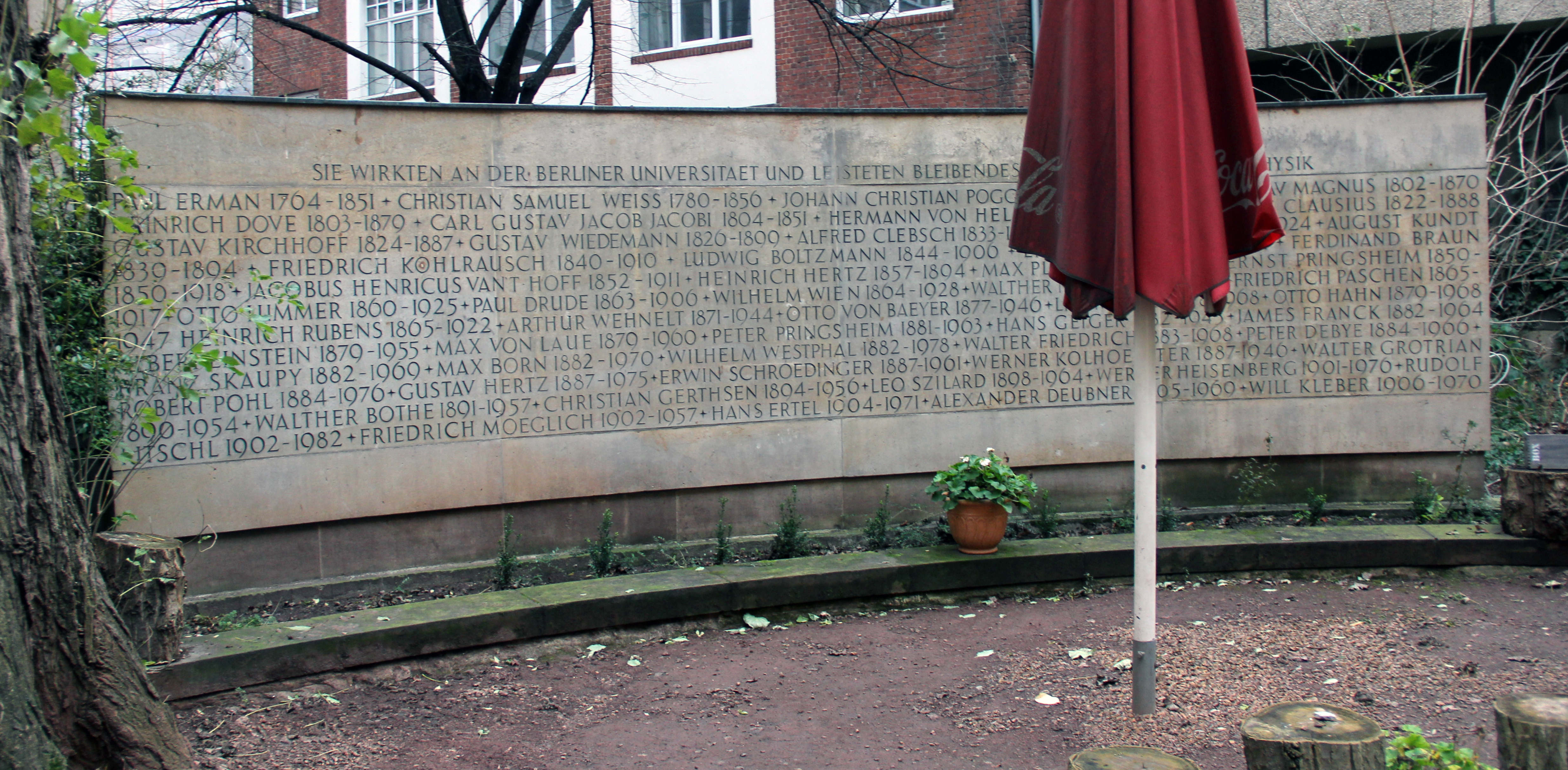
Gedenkstein, Invalidenstraße 110, in Berlin-Mitte

Christian Jörgen Gerthsen (* 21. November 1894 in Hörup auf Alsen, Provinz Schleswig-Holstein, Deutsches Reich; † 8. Dezember 1956 in Karlsruhe) war ein deutscher Physiker. Bekannt ist er vor allem als Verfasser des Lehrbuches Gerthsen Physik.

## Leben
Von 1913 bis 1914 studierte Gerthsen an der Universität Heidelberg und der Ludwig-Maximilians-Universität München. Im Ersten Weltkrieg leistete er Militärdienst, 1919–1920 setzte er sein Studium dann an der Universität Göttingen und ab 1920 an der Universität Kiel fort. Er promovierte dort 1922 bei Walther Kossel mit einer Arbeit Ueber die elektrostatische Deutung der Eigenschaften von Lösungen und blieb bis 1930 dessen Assistent. 1929 folgte die Habilitation mit einer Arbeit zur Prüfung des Feldverlaufes an der K-Schale mittels H-Strahlen. Daraufhin ging er als Privatdozent an die Universität Tübingen.
1932 ging er an die Universität Gießen, wo er zum Ordinarius für Experimentalphysik ernannt wurde. 1939 wechselte er an die Universität Berlin, wo er Direktor des I. Physikalischen Instituts wurde. Außerdem war Gerthsen Leiter des Vierjahresplaninstituts Nr. 32 für Atombauforschung in Berlin KW-7, Reichstagufer 7–8.
Sein heute als Standardlehrbuch geltendes Grundkursbuch entstand aus Niederschriften seiner Vorlesungen von 1946/47 in Berlin und erschien erstmals 1948. (Es wird seitdem von anderen Autoren in mehr als 20 Editionen weitergepflegt.) Im selben Jahr ging Gerthsen an die TH Karlsruhe, wo er den Wiederaufbau des Fachbereichs Physik und des Physikalischen Instituts nach dem Zweiten Weltkrieg leitete. In den 1950er Jahren regte er den Bau eines modernen Physikhörsaales an. Bis zu seinem Tod 1956 blieb er Institutsdirektor. Seit 1951 war er ordentliches Mitglied der Heidelberger Akademie der Wissenschaften.

## Werk
In Gießen untersuchte Gerthsen atomare Stoßprozesse. Dabei betrachtete er unter anderem die Anregung von Kernreaktionen und die Emission von Röntgenstrahlung. Ihm kam die Idee des Tandembeschleunigers.
Später führte er unter anderem Streuversuche mit geladenen Teilchen durch. Zu deren Auswertung verwendete er als einer der ersten das Geiger-Müller-Zählrohr. Er konnte damit den von der Quantenmechanik vorhergesagten Austauscheffekt experimentell beweisen.

## Schriften
- mit Karl Bechert Atomphysik, Bd. 1, Allgemeine Grundlagen, De Gruyter, 1944, 1955, 1959, Bd. 2, De Gruyter 1944, 1959, 1963, Bd. 3 Theorie des Atombaus, De Gruyter 1954, 1963, Bd. 4, mit Arnold Flammersfeld Theorie des Atombaus, 2. Teil, De Gruyter 1954, 1963, 1984
- Physik, Volk u. Wissen, 1948, 1951, Springer, 1956, 1958, weitere Auflagen mit Hans Otto Kneser, Springer, ab 1960, mit Kneser und Helmut Vogel, 17. Auflage, 1993, 2001, sowie in den neuesten Auflage:
- Dieter Meschede: Gerthsen Physik. 25. Auflage, Springer Spektrum, Berlin 2015, ISBN 978-3-662-45976-8 (Hardcover), ISBN 978-3-662-45977-5 (E-Book).
- mit Max Pollermann: Einführung in das physikalische Praktikum zum Studium der Physik als Nebenfach, Springer, 1953
- mit Max Pollermann Einführung in das physikalische Praktikum, Springer, 1960, 1964, 1967
- mit Max Pollermann Einführung in das Physikalische Praktikum. Für Mediziner und das Anfängerpraktikum, Springer-Verlag, 1982.